# Chilkat (rivière)
Pour les articles homonymes, voir Chilkat.
La rivière Chilkat est un cours d'eau d'Alaska, aux États-Unis, de 80 kilomètres (50 mi) de long environ, située dans le borough de Haines. Elle prend sa source dans le glacier Chilkat, en Alaska, se dirige vers le sud-ouest en Colombie-Britannique, pendant 27 kilomètres, revient en Alaska, et se continue sur 60 kilomètres. Elle rejoint l'océan à Wells par un large delta.
Son nom, donné par les Russes, provient de celui de la tribu Chilkat qui faisait partie de la population Tlingit qui vivait dans la région. Il signifie réserve de saumons..
Près de la rivière Chilkat se trouve la réserve faunique Alaska Chilkat Bald Eagle Preserve qui héberge des milliers de pygargues à tête blanche entre octobre et février, lesquels profitent des nombreux saumons qui s'y regroupent.
Des excursions pour observer les oiseaux sont organisées depuis la ville la plus proche, Haines.

## Affluents
- Tsirku – 25 miles (40 km)
- Klehini – 30 miles (48 km)
- Kelsall